# Richard Fitzwilliam (7e vicomte Fitzwilliam)
Richard FitzWilliam, 7e vicomte FitzWilliam (1er août 1745 - 4 février 1816) est un vicomte irlandais de la famille FitzWilliam, qui est un bienfaiteur et un antiquaire musical. À sa mort en 1816, il fonde le Fitzwilliam Museum à Cambridge, en Angleterre, avec le legs de sa bibliothèque et de sa collection d'œuvres d'art. Il est également un important promoteur urbain pendant son séjour à Dublin, en Irlande. 

## Biographie

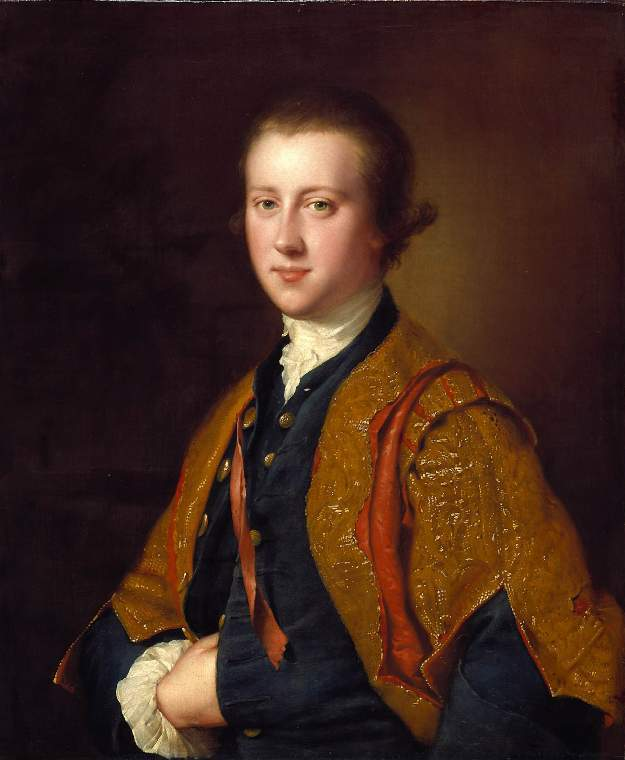
Lord FitzWilliam par Joseph Wright of Derby, 1764

Richard FitzWilliam est baptisé le 22 août 1745. Il est le fils aîné de Richard Fitzwilliam (6e vicomte Fitzwilliam), et de son épouse Catherine Decker, fille de Sir Matthew Decker, 1er baronnet, un riche marchand né aux Pays-Bas et son épouse Henrietta Watkins. Il fait ses études à Trinity Hall, à Cambridge, et obtient une maîtrise en 1764. Il est nommé membre de la Royal Society en 1789 et est élu deuxième député de Wilton dans le Wiltshire de 1790 à 1806, alors qu'il a encore deux représentants. Il succède à son père en 1776. 
Il développe une partie du sud-est de Dublin dans le style géorgien qui comprend: 
- Clôture du centre de la place Merrion en 1791;
- La conception de Fitzwilliam Square à partir de 1789, aménagé en 1792;
- Une nouvelle église catholique à Booterstown en 1812 appelée l' église de l'Assomption ;
- Clôture du centre de Fitzwilliam Square en 1813.

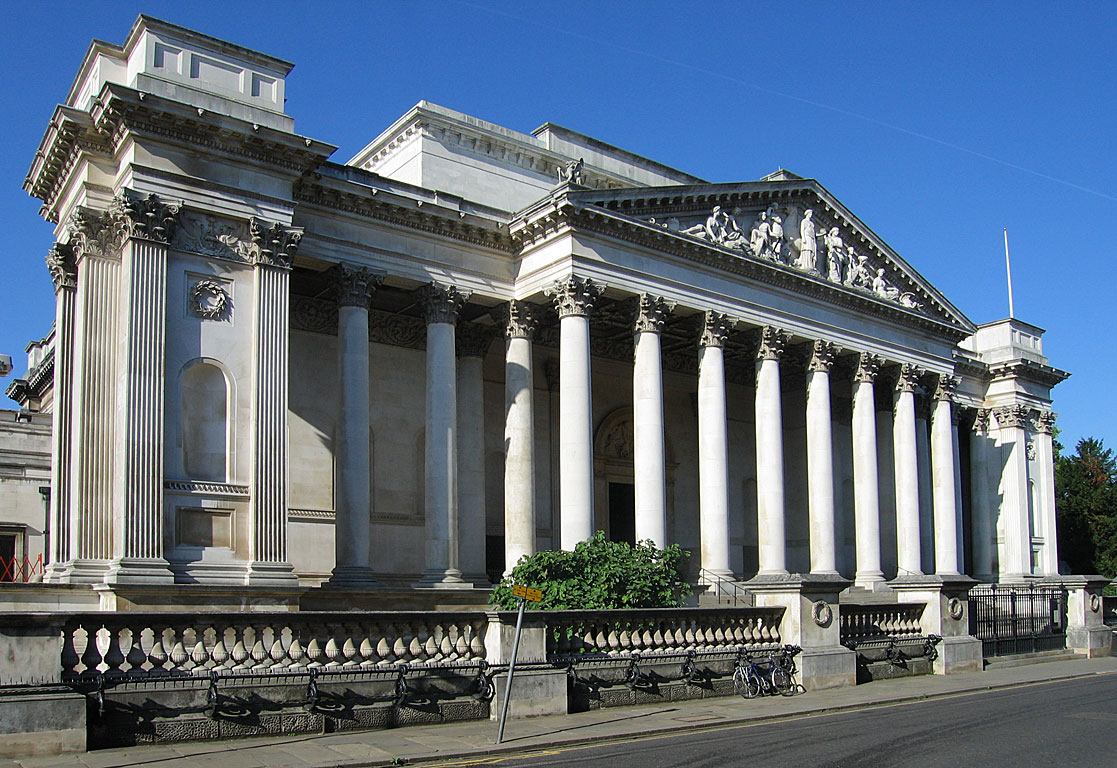
Le Fitzwilliam Museum de Cambridge, fondé par legs de Richard FitzWilliam à sa mort.

Richard FitzWilliam vit principalement à Richmond, près de Londres, où sa mère a hérité des terres de son père, Matthew Decker, mais il se rend souvent à Mount Merrion House, au sud de Dublin. Il laisse ses vastes domaines irlandais au onzième comte de Pembroke, le fils de son cousin germain, et sa collection d'art et sa bibliothèque à l'Université de Cambridge, ainsi que des fonds pour les loger; cela forme le musée Fitzwilliam. 